# Gongshan, Anhui
Gongshan är en köping i östra Kina. Den ligger i Nanling härad i staden Wuhu i provinsen Anhui, omkring 140 kilometer sydost om provinshuvudstaden Hefei. Antalet invånare är 35 124. Befolkningen består av 17 296 kvinnor och 17 828 män. Barn under 15 år utgör 18,0 %, vuxna 15-64 år 65 %, och äldre över 65 år 15,0 %.